# Axvall
Axvall är en tätort i Skara kommun i Västra Götalands län.
Orten ligger till största delen i Norra Vings socken, men den norra delen tillhör Skärvs socken och en del ligger i Norra Lundby socken. Axvall ligger 10 minuter från Skara och 20 minuter från Skövde centrum.

## Historia

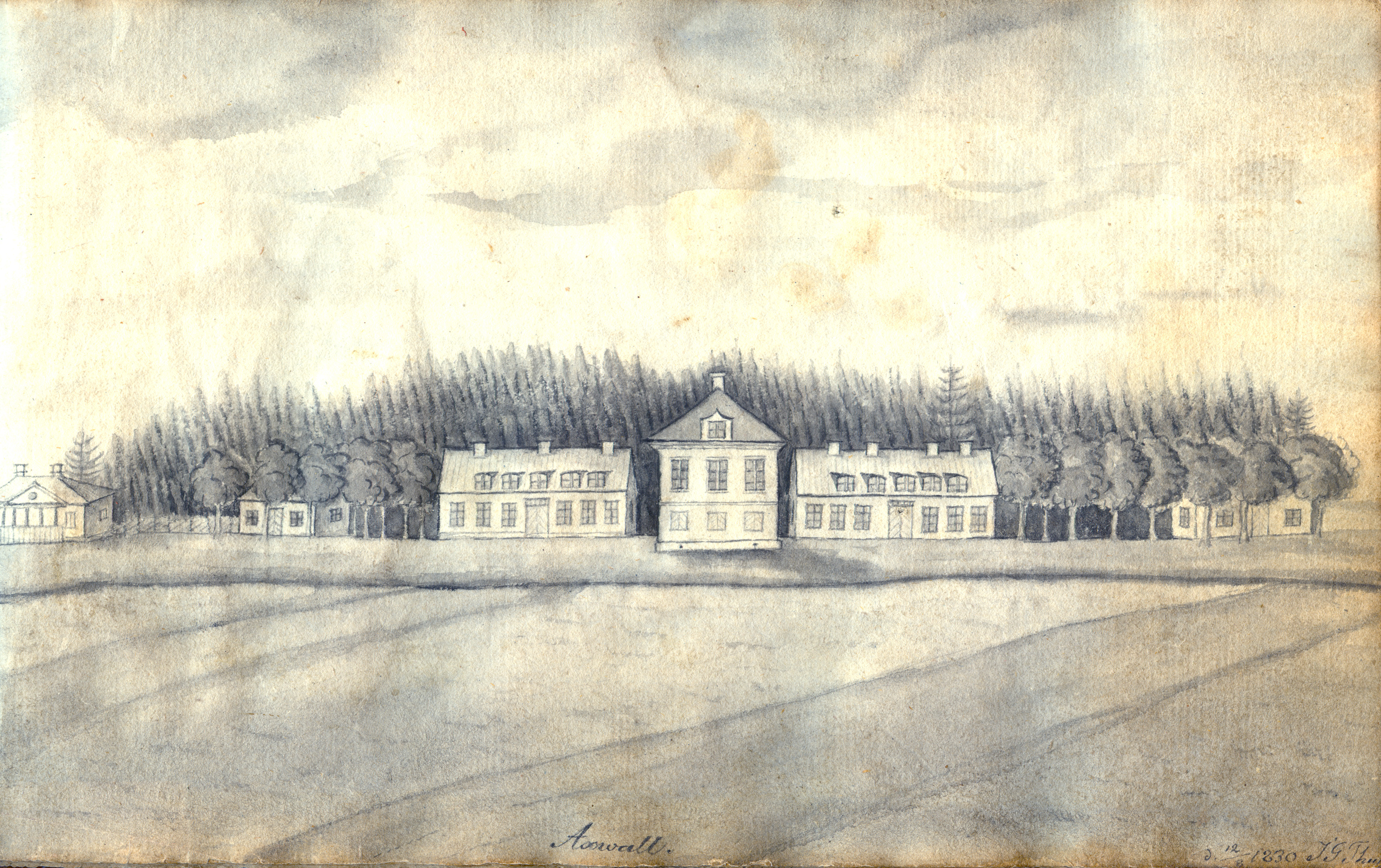
Axvall, tuschteckning från 1830.

I utkanten av Axvall ligger resterna av medeltidsborgen Axevalla hus och på den närbelägna Axevalla hed övade tidigare Skaraborgs regemente och Västgöta regemente. I det gamla lägret fanns till 2009 Pansarmuseet i Axvall.
Axvall var tidigare en station på Lidköping-Skara-Stenstorps Järnväg (LSSJ). Till samhället anslöt även Skövde-Axvalls Järnväg (SAJ) . Många stationer ombyggdes och utökades under åren, stationshusen moderniserades och elektrisk belysning har infördes i byggnader, verkstäder, signaler mm. 
För orten inrättades i Norra Vings landskommun  24 februari 1899 Axvalls municipalsamhälle som 1952 övergick till Valle landskommun och upplöstes 31 december 1960.  

### Befolkningsutveckling
| Befolkningsutvecklingen i Axvall 1900–2020    | Befolkningsutvecklingen i Axvall 1900–2020 | Befolkningsutvecklingen i Axvall 1900–2020 | Befolkningsutvecklingen i Axvall 1900–2020 | Befolkningsutvecklingen i Axvall 1900–2020 |
| --------------------------------------------- | ------------------------------------------ | ------------------------------------------ | ------------------------------------------ | ------------------------------------------ |
|                                               |                                            |                                            |                                            |                                            |
| År                                            |                                            |                                            | Folkmängd                                  | Areal (ha)                                 |
| 1900                                          | 1900                                       |                                            | 274                                        | †                                          |
| 1960                                          | 1960                                       |                                            | 546                                        |                                            |
| 1965                                          | 1965                                       |                                            | 612                                        |                                            |
| 1970                                          | 1970                                       |                                            | 725                                        |                                            |
| 1975                                          | 1975                                       |                                            | 1 013                                      |                                            |
| 1980                                          | 1980                                       |                                            | 1 231                                      |                                            |
| 1990                                          | 1990                                       |                                            | 1 223                                      | 109                                        |
| 1995                                          | 1995                                       |                                            | 1 240                                      | 111                                        |
| 2000                                          | 2000                                       |                                            | 1 170                                      | 111                                        |
| 2005                                          | 2005                                       |                                            | 1 175                                      | 111                                        |
| 2010                                          | 2010                                       |                                            | 1 186                                      | 110                                        |
| 2015                                          | 2015                                       |                                            | 1 164                                      | 116                                        |
| 2020                                          | 2020                                       |                                            | 1 130                                      | 116                                        |
| † Befolkning runt ett municipalsamhälle 1900. |                                            |                                            |                                            |                                            |

## Samhället
Axvall är väl utvecklat med livsmedelsaffär, pizzeria, bensinstation och goda bussförbindelser med Skara, Lidköping och Skövde.
Några kilometer norr om samhället ligger Skara Sommarland och Axevalla Travbana. 
Det tidigare sanatoriet Stora Ekebergs sanatorium strax intill Skara Sommarland byggdes under 00-talet om till vandrarhem med restaurang men är sedan 2012 ett asylboende för nyanlända flyktingar i Bert Karlssons regi.

## Näringsliv
Hösten 2006 startade juiceföretaget PJ Fresh Company sin tillverkning av opastöriserade juicer i Axvall. Redan i december samma år gick företaget i konkurs, men konkursboet köptes senare upp av Brämhults Juice för fortsatt tillverkning av juice. Verksamheten bedrevs i det gamla mejeriet i Axvall, bland annat känt för Axvallsosten. Brämhults lade dock ner verksamheten i Axvall efter bara några månader.

## Utbildning
I Axvall ligger Axevalla folkhögskola och Valleskolan som är en kommunal grundskola för klasserna F-6.